# Sistem inteligent de transport

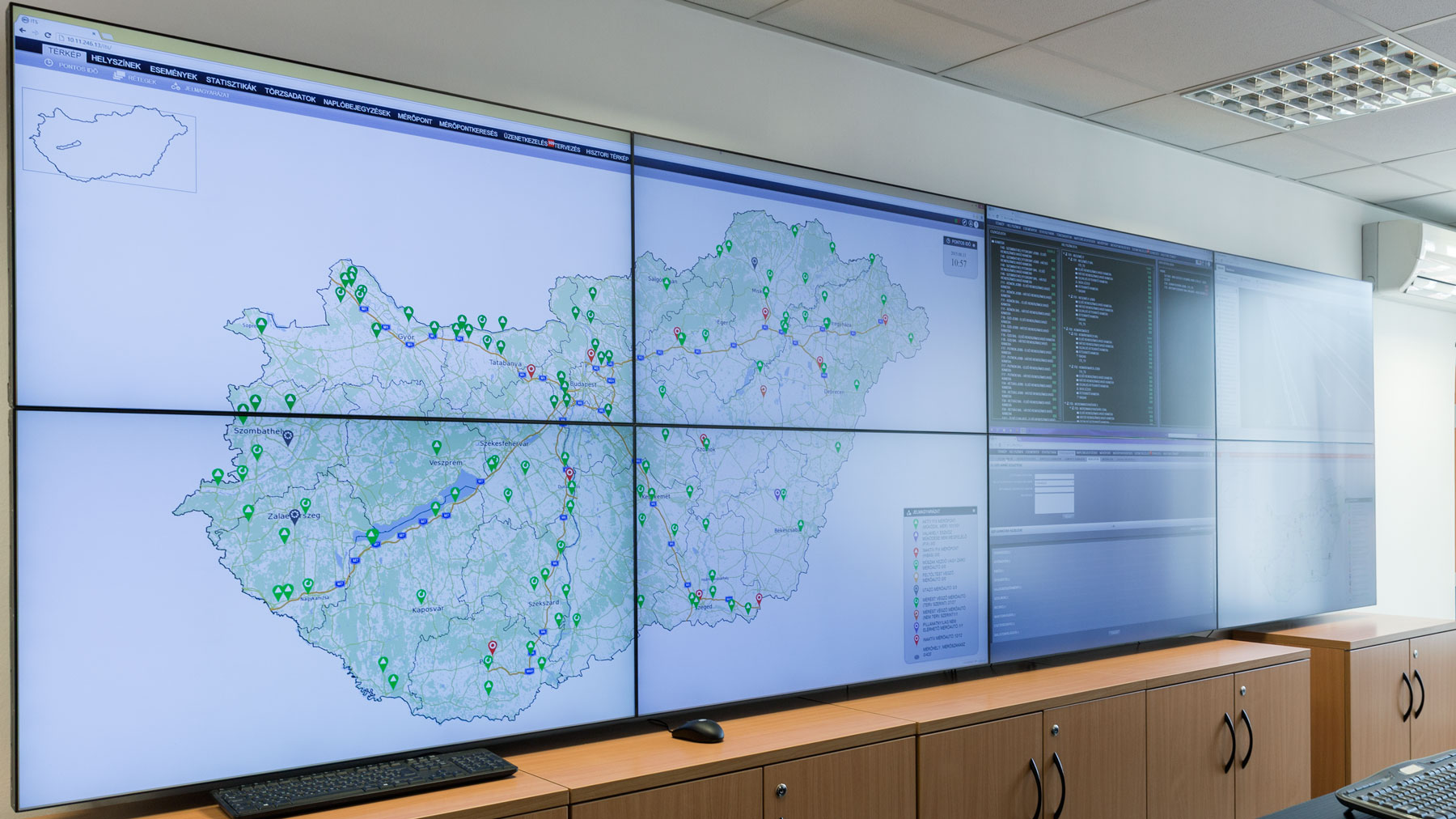
Interfața grafică care afișează rețeaua de autostrăzi din Ungaria și punctele sale de date

Un sistem inteligent de transport (ITS/STI) este o aplicație avansată care urmărește să furnizeze servicii inovatoare legate de diferite moduri de transport și de gestionarea traficului, permițând utilizatorilor să fie mai bine informați și să utilizeze rețelele de transport în mod mai sigur, mai coordonat și mai „inteligent”.
Unele dintre aceste tehnologii includ apelarea serviciilor de urgență în cazul unui accident, utilizarea camerelor video pentru aplicarea legislației rutiere sau semnele care marchează schimbarea limitei de viteză în funcție de condiții.
Deși STI se pot referi la toate modurile de transport, Directiva 2010/40/UE a Uniunii Europene, adoptată pe 7 iulie 2010, definește STI ca fiind sisteme în care tehnologiile informației și comunicațiilor sunt aplicate în domeniul transportului rutier, inclusiv în infrastructură, vehicule și utilizatori, în gestionarea traficului și a mobilității, precum și pentru interfețele cu alte moduri de transport. STI pot fi utilizate pentru a îmbunătăți eficiența și siguranța transportului în diverse situații, inclusiv în transportul rutier și gestionarea mobilității. Tehnologia STI este adoptată la nivel mondial pentru a crește capacitatea drumurilor aglomerate, pentru a reduce durata călătoriilor și pentru a permite colectarea de informații despre utilizatorii drumurilor.

## Context
Activitatea guvernamentală în domeniul STI este motivată de concentrarea tot mai mare asupra securității interne. Multe dintre sistemele STI propuse implică, de asemenea, supravegherea drumurilor, care este o prioritate a securității interne. Finanțarea multor sisteme provine fie direct prin intermediul organizațiilor de securitate internă, fie cu aprobarea acestora. În plus, STI pot juca un rol important în evacuarea rapidă a populației din centrele urbane în urma unor evenimente soldate cu victime, cum ar fi dezastrele naturale sau amenințările. O mare parte din infrastructura și planificarea implicate de STI sunt paralele cu cele necesare pentru sistemele de securitate internă.
În țările în dezvoltare, migrația de la habitatele rurale la cele urbanizate a evoluat diferit. Multe zone din lumea în dezvoltare s-au urbanizat fără motorizare semnificativă și fără formarea de suburbii. O mică parte a populației își permite să cumpere automobile, dar acestea contribuie semnificativ la congestia în aceste sisteme de transport multimodale. De asemenea, automobilele produc o poluare considerabilă a aerului, prezintă un risc semnificativ pentru siguranță și exacerbează sentimentul de inechitate în societate. Densitatea ridicată a populației ar putea fi susținută de un sistem multimodal de transport pe jos, biciclete, motociclete, autobuze și trenuri.
Alte părți ale lumii în dezvoltare, cum ar fi China, India și Brazilia, rămân în mare parte rurale, dar se urbanizează și se industrializează rapid. În aceste zone se dezvoltă o infrastructură motorizată în paralel cu creșterea motorizării populației. Marea disparitate a bogăției înseamnă că doar o fracțiune din populație poate utiliza automobile, iar astfel, sistemul de transport multimodal dens pentru cei săraci este intersectat de un sistem de transport foarte motorizat pentru cei bogați.

## Tehnologii inteligente de transport
Sistemele inteligente de transport variază în ceea ce privește tehnologiile aplicate, de la sisteme de gestionare de bază, cum ar fi navigația auto și controlul semafoarelor, la sisteme avansate de gestionare a containerelor, panouri cu mesaje variabile, recunoașterea automată a numerelor de înmatriculare, radare și aplicații de monitorizare, cum ar fi sistemele CCTV de securitate și sistemele de detectare automată a incidentelor sau a vehiculelor oprite. Acestea pot integra date în timp real și feedback din diverse surse, cum ar fi sistemele de ghidare și informare privind parcările; informațiile meteorologice; sistemele de degivrare a podurilor și altele asemenea. În plus, sunt în curs de dezvoltare tehnici predictive pentru a permite modelarea avansată și compararea cu datele de referință istorice.

## Comunicații wireless

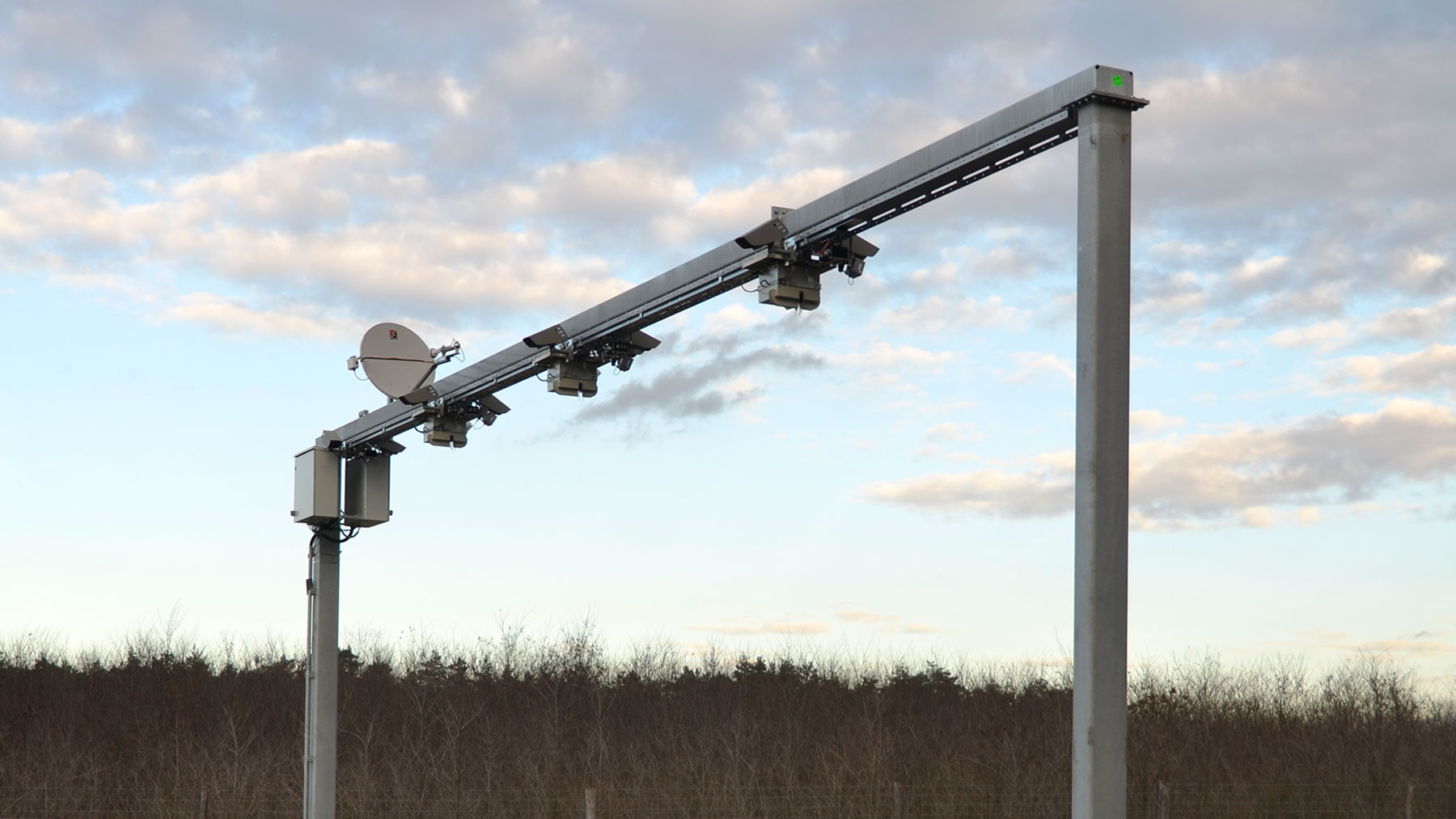
Platformă de monitorizare a traficului cu antenă de comunicații wireless

Au fost propuse diverse forme de tehnologii de comunicații fără fir pentru sistemele de transport inteligente. Comunicarea prin modem radio pe frecvențele UHF și VHF⁠(d) este utilizată pe scară largă pentru comunicarea pe distanțe scurte și lungi în cadrul STI.
Comunicațiile pe distanțe scurte, de până la 350 m, pot fi realizate utilizând protocoalele IEEE 802.11, în special 802.11p (WAVE) sau standardul 802.11bd pentru comunicații dedicate pe distanțe scurte (DSRC), promovat de Intelligent Transportation Society of America și Departamentul de Transport al Statelor Unite. Teoretic, raza de acțiune a acestor protocoale poate fi extinsă prin utilizarea rețelelor mobile ad hoc sau a rețelelor mesh.
Comunicațiile pe distanțe mai lungi utilizează rețele de infrastructură. Aceste metode sunt bine stabilite, dar, spre deosebire de protocoalele pe distanțe scurte, necesită implementarea unei infrastructuri extinse, care poate fi costisitoare.

### Tehnologii computaționale
Progresele recente în domeniul electronicii vehicului au condus la o evoluție către un număr mai mic de procesoare mai performante pe un vehicul. La începutul anilor 2000, un vehicul tipic avea între 20 și 100 de module individuale de microcontroler/controler logic programabil în rețea, cu sisteme de operare în afara timpului real. Tendința actuală este către mai puține module de microprocesoare, dar mai costisitoare, cu gestionarea hardware a memoriei și sisteme de operare în timp real. Noile platforme de sisteme înglobate permit implementarea unor aplicații software mai sofisticate, inclusiv controlul proceselor bazate pe modele, inteligența artificială și calculul omniprezent. Poate cea mai importantă dintre acestea pentru sistemele de transport inteligente este inteligența artificială.

### Floating car data/floating cellular data

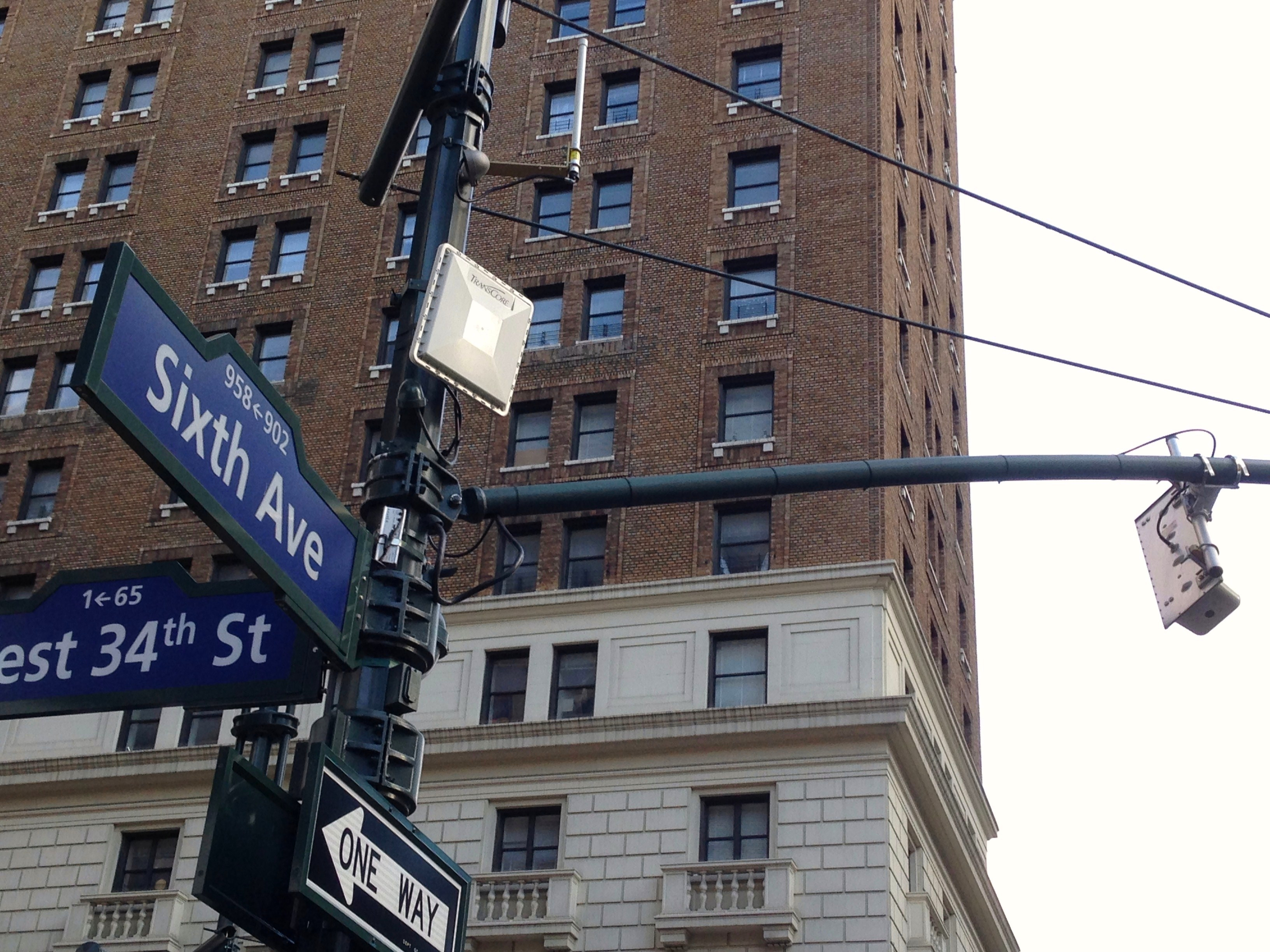
Cititor RFID atașat la stâlp și antena acestuia (dreapta) utilizate în monitorizarea traficului în New York City prin utilizarea metodei de reidentificare a vehiculelor

Datele de tip „mașină plutitoare” sau „sondă” colectează informații despre rutele de transport. În linii mari, au fost utilizate patru metode pentru obținerea datelor brute:
- Metoda triangulației: În țările dezvoltate, multe autovehicule conțin unul sau mai multe telefoane mobile. Telefoanele transmit periodic informații despre prezența lor către rețeaua de telefonie mobilă, chiar și atunci când nu este stabilită nicio conexiune vocală. La mijlocul anilor 2000, s-a încercat utilizarea telefoanelor mobile ca sonde de trafic anonime. Pe măsură ce o mașină se deplasează, semnalul telefoanelor mobile din interiorul vehiculului se deplasează de asemenea. Prin măsurarea și analizarea datelor de rețea folosind triangulația, potrivirea modelelor sau statisticile sectorului celular (într-un format anonim), datele au fost convertite în informații despre fluxul de trafic. Cu o aglomerare mai mare, există mai multe mașini, mai multe telefoane și, prin urmare, mai multe sonde.[7]

- În zonele metropolitane, distanța dintre antene este mai mică, iar precizia teoretic crește. Un avantaj al acestei metode este că nu este necesară construirea unei infrastructuri de-a lungul drumului; se utilizează doar rețeaua de telefonie mobilă. În practică, însă, metoda triangulației poate fi complicată, în special în zonele unde aceleași turnuri de telefonie mobilă deservesc două sau mai multe rute paralele (cum ar fi o autostradă și un drum frontal, o autostradă și o linie de cale ferată, sau două sau mai multe străzi paralele). Până la începutul anilor 2010, popularitatea metodei triangulației era în scădere.[necesită citare]

- Reidentificarea vehiculelor: Metodele de reidentificare a vehiculelor necesită seturi de detectoare montate de-a lungul drumului. În această tehnică, un număr de serie unic al unui dispozitiv din vehicul este detectat într-un loc și apoi reidentificat mai departe pe drum. Timpii de deplasare și viteza sunt calculați prin compararea momentului în care un anumit dispozitiv este detectat de perechi de senzori. Acest lucru se poate face utilizând adresele MAC de la dispozitivele Bluetooth sau de la alte dispozitive[8] sau utilizând numerele de serie RFID de la transponderele ETC⁠(d) (Electronic Toll Collection), cunoscute și sub denumirea de „etichete de taxare”.
- Metode bazate pe GPS: Un număr din ce în ce mai mare de vehicule sunt echipate cu sisteme de navigație prin satelit/GPS care comunică bidirecțional cu un furnizor de date privind traficul. Datele de poziție de la aceste vehicule sunt utilizate pentru a calcula viteza vehiculelor. Metodele moderne pot utiliza soluții bazate pe smartphone-uri, care aplică așa-numitele abordări Telematics 2.0.[9]
- Monitorizare bogată pe bază de smartphone: Smartphone-urile echipate cu diverși senzori pot fi utilizate pentru a urmări viteza și densitatea traficului. Datele accelerometrului de la smartphone-urile utilizate de conducătorii auto sunt monitorizate pentru a determina viteza de circulație și calitatea drumurilor. Datele audio și etichetarea GPS permit identificarea densității traficului și a posibilelor blocaje. Aceasta a fost implementată în Bangalore, India, ca parte a unui sistem experimental de cercetare numit Nericell⁠(d).[10]

Tehnologia „Floating Car Data” oferă avantaje în comparație cu alte metode de măsurare a traficului:
- Costuri mai reduse comparativ cu senzorii sau camerele
- Acoperire mai largă (inclusiv toate locațiile și străzile)
- Configurare mai rapidă și mai puțin întreținere
- Funcționează în orice condiții meteorologice, inclusiv în ploaie puternică

### Detectare

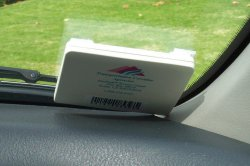
O etichetă RFID activă utilizată pentru taxarea electronică

Progresele tehnologice în telecomunicații și tehnologia informației, împreună cu microcipurile de ultimă generație, RFID (identificarea prin radiofrecvență) și tehnologiile ieftine de detectare a balizelor inteligente, au sporit capacitățile tehnice care vor facilita beneficiile în materie de siguranță a conducătorilor auto pentru sistemele de transport inteligente la nivel global. Sistemele de detectare pentru STI sunt sisteme în rețea bazate pe vehicule și infrastructură, adică tehnologii pentru vehicule inteligente. Senzorii de infrastructură sunt dispozitive durabile (cum ar fi reflectoarele de pe șosea) care sunt instalate sau încorporate pe șosea sau în jurul șoselei (de exemplu, pe clădiri, stâlpi și indicatoare), în funcție de necesități, și pot fi diseminate manual în timpul întreținerii preventive a construcției de șosele sau prin mașini de injectare a senzorilor pentru o desfășurare rapidă. Sistemele de detectare a vehiculelor includ instalarea de balize electronice pentru comunicații de identificare între infrastructură și vehicul și invers, și pot utiliza, de asemenea, tehnologii video pentru recunoașterea automată a plăcuțelor de înmatriculare sau detectarea semnăturii magnetice a vehiculelor pentru a spori monitorizarea susținută a vehiculelor care operează în zonele critice.

#### Detectarea cu buclă inductivă

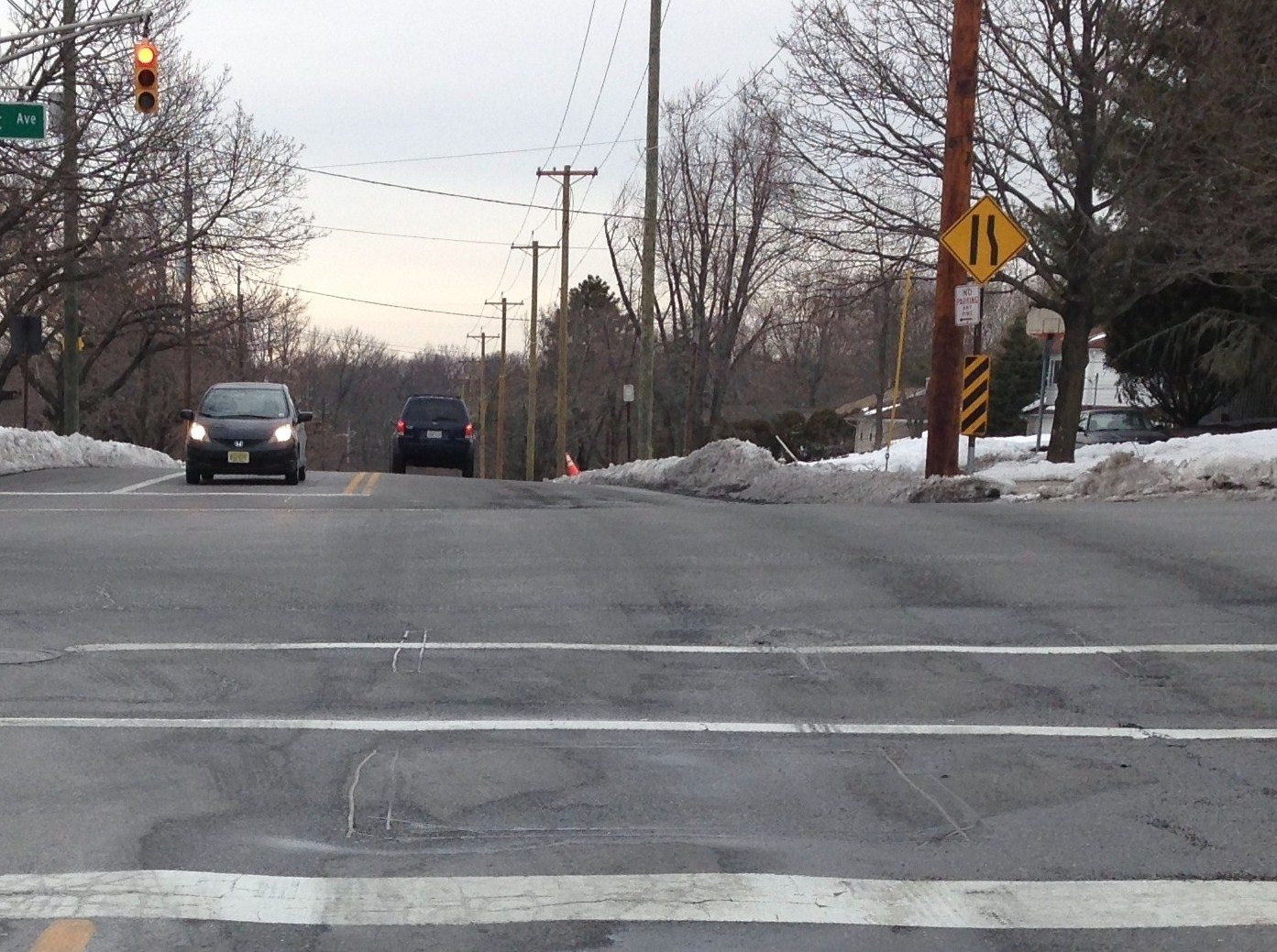
Detectoare cu buclă tăiată pentru detectarea vehiculelor, îngropate în pavaj la această intersecție, după cum se poate observa prin formele dreptunghiulare de etanșare a detectoarelor cu buclă din partea de jos a acestei imagini

Buclele inductive sunt amplasate în platforma drumului pentru a detecta vehiculele care trec prin câmpul magnetic al buclei. Cele mai simple detectoare numără pur și simplu numărul de vehicule care trec prin buclă într-o unitate de timp (de obicei 60 de secunde în Statele Unite), în timp ce senzorii mai sofisticați estimează viteza, lungimea și clasa vehiculelor, precum și distanța dintre acestea. Buclele pot fi amplasate pe o singură bandă sau pe mai multe benzi și funcționează atât cu vehicule foarte lente sau oprite, cât și cu cele care se deplasează cu viteză mare.

#### Detectarea video a vehiculelor
Măsurarea fluxului de trafic și detectarea automată a incidentelor prin intermediul camerelor video reprezintă o altă metodă de detectare a vehiculelor. Deoarece sistemele de detectare video, cum ar fi cele utilizate pentru recunoașterea automată a plăcuțelor de înmatriculare, nu necesită instalarea de componente direct pe suprafața drumului, acest tip de sistem este cunoscut ca o metodă „neintruzivă” de detectare a traficului. Imaginile video de la camere sunt introduse în procesoare care analizează caracteristicile în schimbare ale imaginii video în timp ce vehiculele trec. De obicei, camerele sunt montate pe stâlpi sau structuri deasupra sau adiacent carosabilului. Majoritatea sistemelor de detectare video necesită o configurare inițială pentru a „învăța” imaginea de fundal de referință. Aceasta implică, de obicei, introducerea unor măsurători cunoscute, cum ar fi distanța dintre liniile benzilor de circulație sau înălțimea camerei față de carosabil. Un singur procesor de detectare video poate gestiona simultan de la una până la opt camere, în funcție de marcă și model. Rezultatele tipice ale unui sistem de detecție video includ vitezele vehiculelor pe fiecare bandă, numărul total de vehicule și gradul de ocupare a benzilor. Unele sisteme pot oferi și rezultate suplimentare, cum ar fi detectarea decalajelor, a căilor de rulare, a vehiculelor oprite și alarme pentru vehiculele care au greșit drumul.

#### Detectare Bluetooth
Bluetooth este o modalitate precisă și cost-eficientă de a transmite poziția unui vehicul în mișcare. Dispozitivele Bluetooth din vehiculele care trec sunt detectate de senzorii amplasați pe drum. Dacă acești senzori sunt interconectați, pot calcula timpul de călătorie și pot furniza date pentru matricele de origine și destinație. Comparativ cu alte tehnologii de măsurare a traficului, măsurarea prin Bluetooth are câteva caracteristici distincte:
- Puncte de măsurare precise cu confirmare absolută, oferind timpi de deplasare la secundă.
- Este neintruziv, ceea ce poate reduce costurile pentru instalații permanente și temporare.
- Este limitat la numărul de dispozitive Bluetooth care emit în vehicul, astfel că numărarea și alte aplicații sunt restricționate.
- Sistemele sunt, în general, rapid de configurat, necesitând o calibrare minimă sau inexistentă.

Pe măsură ce dispozitivele Bluetooth devin tot mai comune în vehicule și în electronicele portabile, cantitatea de date colectate devine mai precisă și mai valoroasă pentru estimarea timpului de călătorie. De asemenea, este posibil să se măsoare densitatea traficului pe un drum utilizând  semnalul audio generat de zgomotul anvelopelor, motorului, claxoanelor și turbulențelor aerului. Un microfon instalat pe marginea drumului captează aceste sunete, iar tehnicile de procesare a semnalului audio pot fi utilizate pentru a estima starea traficului. Precizia acestui sistem se compară favorabil cu alte metode menționate anterior.

#### Detectarea folosind radare
Radarele sunt amplasate pe marginea drumului pentru a măsura fluxul de trafic și pentru a detecta vehiculele oprite sau abandonate. La fel ca sistemele video, radarul își învață mediul în timpul instalării, astfel încât poate distinge între vehicule și alte obiecte. De asemenea, poate funcționa în condiții de vizibilitate redusă. Radarul de trafic utilizează o tehnică de „foc lateral” pentru a observa toate benzile de circulație într-o bandă îngustă, permițând numărarea vehiculelor care trec și estimarea densității traficului. Pentru detectarea vehiculelor oprite (SVD) și detectarea automată a incidentelor, se utilizează sisteme radar la 360 de grade, care scanează toate benzile pe porțiuni mari de drum. Se consideră că radarul are performanțe mai bune decât alte tehnologii pe distanțe mai mari. Radarul SVD este planificat să fie instalat pe toate autostrăzile Smart din Regatul Unit.

#### Fuziunea informațiilor din mai multe modalități de detectare a traficului
Datele provenite din diferite tehnologii de detectare pot fi combinate inteligent pentru a determina cu precizie starea traficului. S-a demonstrat că o abordare bazată pe fuziunea datelor, care utilizează date acustice, imagini și senzorii colectați la marginea drumului, combină avantajele diferitelor metode individuale.

## Aplicații inteligente de transport

### Sisteme de notificare a vehiculelor de urgență
În 2015, Uniunea Europeană a adoptat o legislație care impune producătorilor de automobile să echipeze toate mașinile noi cu sistemul ECall⁠(d), o inițiativă europeană destinată să asiste automobiliștii în caz de coliziune. eCall poate fi activat fie manual de către ocupanții vehiculului, fie automat prin activarea senzorilor din vehicul după un accident. Atunci când este activat, dispozitivul eCall stabilește un apel de urgență care transmite atât voce, cât și date direct către cel mai apropiat punct de urgență (de obicei, un serviciu de răspuns pentru siguranță publică, PSAP, prin numărul 112). Apelul vocal permite ocupantului vehiculului să comunice cu un operator eCall instruit, în timp ce un set minim de date este trimis către operator.
Setul minim de date conține informații despre incident, inclusiv ora, locația exactă, direcția de deplasare a vehiculului și identificarea acestuia. Sistemul paneuropean eCall își propune să devină operațional pentru toate vehiculele noi omologate ca opțiune standard. În funcție de producătorul sistemului eCall, acesta ar putea fi bazat pe telefonul mobil (prin conexiune Bluetooth la o interfață la bordul vehiculului), un dispozitiv eCall integrat sau o funcționalitate a unui sistem mai larg, cum ar fi sistemul de navigație, dispozitivul telematic sau sistemul de taxare. Implementarea sistemului eCall a fost prevăzută inițial pentru sfârșitul anului 2015, odată cu standardizarea de către Institutul European pentru Standarde în Telecomunicații.

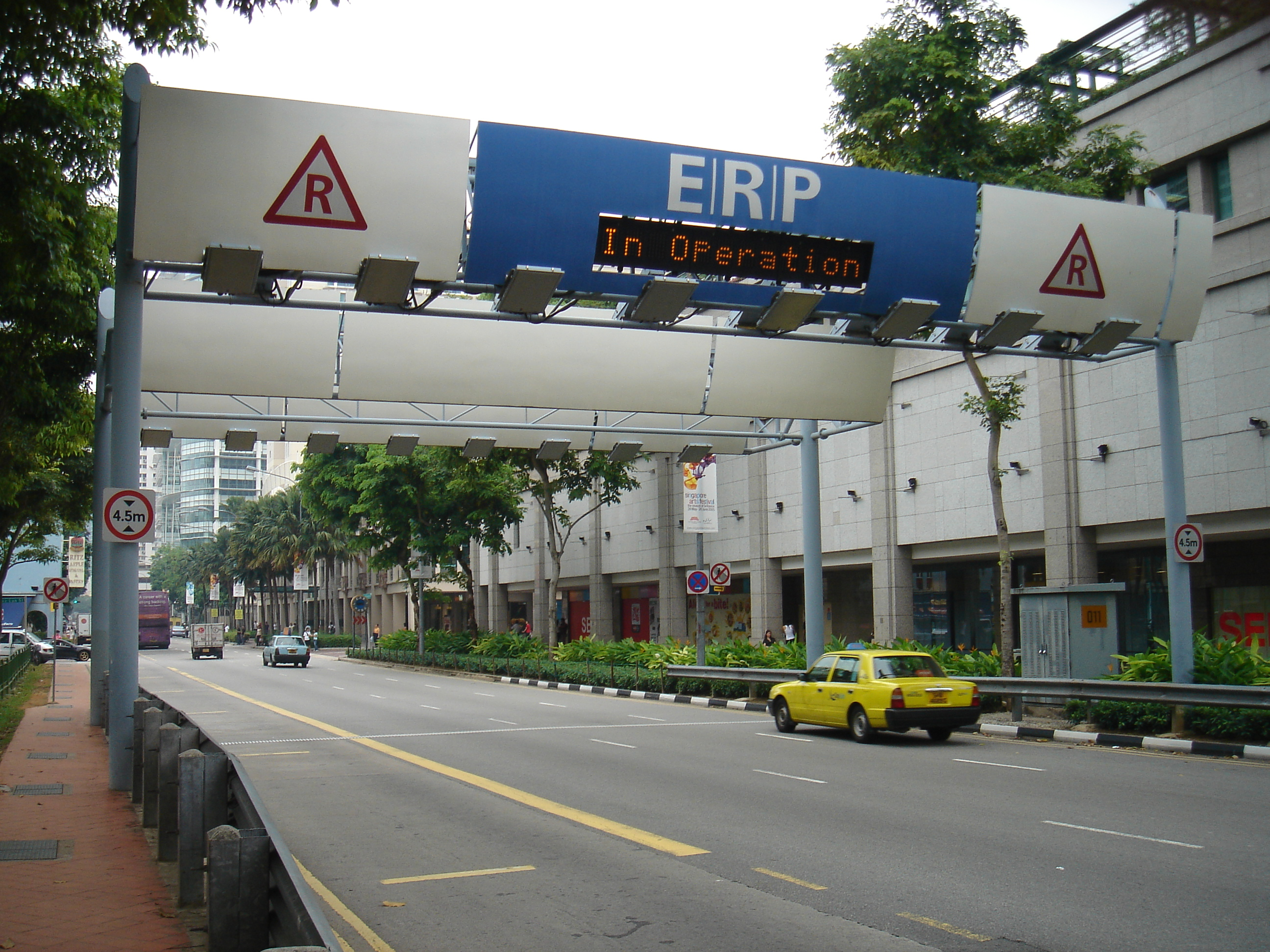
Panoul de taxare a congestiei de pe North Bridge Road, Singapore

Proiectul SafeTRIP, finanțat de Comisia Europeană, dezvoltă un sistem ST deschis care va îmbunătăți siguranța rutieră și va oferi comunicații rezistente prin utilizarea comunicațiilor prin satelit în banda S. O astfel de platformă va permite o acoperire mai extinsă a serviciului de apel de urgență în cadrul UE.

### Aplicarea automată a legislației rutiere

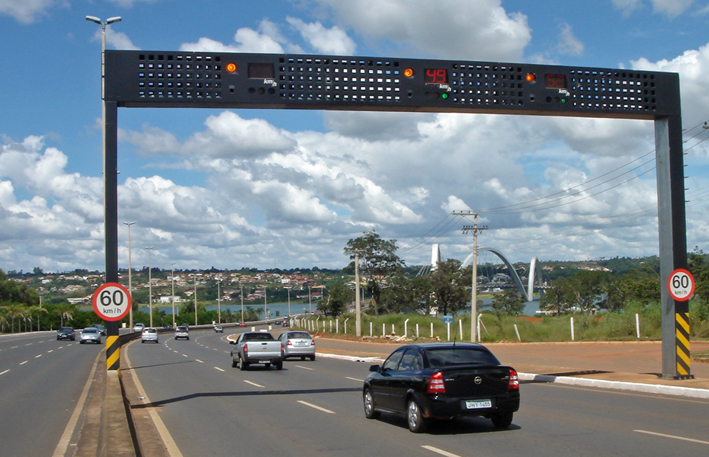
Platformă de control automat al vitezei (portal) sau lombada eletrônica cu senzori la sol în Brasilia, DF

Un sistem de camere de supraveghere a traficului, format dintr-o cameră și un dispozitiv de monitorizare a vehiculelor, este utilizat pentru a detecta și identifica vehiculele care nu respectă limitele legale de viteză sau alte cerințe legale rutiere și pentru a amenda automat contravenienții pe baza numărului de înmatriculare. Contravențiile sunt trimise prin poștă. Aplicațiile includ:
- Radare care identifică vehiculele care depășesc limita legală de viteză. Multe astfel de dispozitive utilizează un radar pentru a detecta viteza unui vehicul sau bucle electromagnetice îngropate pe fiecare bandă a drumului.
- Camere pentru semaforul roșu care detectează vehiculele care traversează o linie de oprire sau un loc de oprire desemnat în timp ce semaforul roșu este aprins.
- Camere pentru benzile de autobuz care identifică vehiculele care circulă pe benzile rezervate autobuzelor. În unele jurisdicții, benzile pentru autobuze pot fi utilizate și de taxiuri sau de vehicule implicate în carpooling.
- Camere pentru trecerile la nivel care identifică vehiculele care traversează ilegal căile ferate la nivel.
- Camere pentru liniile albe duble care identifică vehiculele care trec peste aceste linii.
- Camere pentru benzile destinate vehiculelor cu grad ridicat de ocupare care identifică vehiculele care încalcă cerințele HOV.

### Limite de viteză variabile

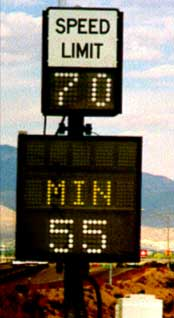
Exemplu de semn de limitare variabilă a vitezei în Statele Unite ale Americii

Recent, unele jurisdicții au început să experimenteze limite de viteză variabile, care se modifică în funcție de congestia drumurilor și de alți factori. De obicei, aceste limite se reduc în condiții nefavorabile, în loc să fie ridicate în condiții favorabile. Un exemplu este autostrada M25 din Regatul Unit, care înconjoară Londra. Pe cea mai circulată secțiune de 23 km a autostrăzii M25, limitele de viteză variabile, combinate cu aplicarea automată a legii, sunt în vigoare din 1995. Rezultatele inițiale au indicat o reducere a duratei călătoriei, un trafic mai fluent și o scădere a numărului de accidente, astfel încât implementarea a devenit permanentă în 1997. Alte teste pe M25 s-au dovedit neconcludente până în prezent.

### Sisteme de evitare a coliziunilor
Japonia a instalat senzori pe autostrăzile sale pentru a alerta automobiliștii despre blocaje în trafic.

## Sisteme cooperative pe șosea
Cooperarea în materie de comunicații pe șosea include comunicarea de la mașină la mașină, de la mașină la infrastructură și viceversa. Datele disponibile de la vehicule sunt achiziționate și transmise unui server pentru fuziune și prelucrare centralizată. Aceste date pot fi utilizate pentru a detecta evenimente precum ploaia (activitatea ștergătoarelor) și aglomerația (activități frecvente de frânare). Serverul procesează o recomandare de conducere destinată unui singur șofer sau unui grup specific de șoferi și o transmite fără fir către vehicule. Scopul sistemelor cooperative este de a utiliza și planifica infrastructura de comunicații și senzori pentru a spori siguranța rutieră. Definiția sistemelor cooperative în traficul rutier este conformă cu cea a Comisiei Europene:
„Operatorii rutieri, infrastructura, vehiculele, conducătorii acestora și ceilalți utilizatori ai drumurilor vor coopera pentru a oferi cea mai eficientă, sigură, securizată și confortabilă călătorie. Sistemele cooperative vehicul-vehicul și vehicul-infrastructură vor contribui la realizarea acestor obiective dincolo de îmbunătățirile care pot fi obținute cu sisteme autonome.”
Congresul mondial privind sistemele inteligente de transport (Congresul mondial ITS) este o expoziție anuală pentru promovarea tehnologiilor STI. ERTICO-ITS Europe, ITS America și ITS Asia-Pacific sponsorizează anual Congresul mondial și expoziția ITS. În fiecare an, evenimentul are loc într-o regiune diferită (Europa, America sau Asia-Pacific). Primul Congres mondial ITS a avut loc la Paris în 1994.

## Transport inteligent – noi modele de afaceri
La nivel mondial, apar noi modele de mobilitate și transport inteligent. Sistemele de bike sharing, car sharing⁠(d) și scooter sharing, precum Lime⁠(d) sau Bird⁠(d), continuă să câștige popularitate; sistemele de încărcare a vehiculelor electrice se dezvoltă în multe orașe; mașina conectată este un segment de piață în creștere; soluțiile noi și inteligente de parcare sunt utilizate de navetiști și cumpărători din întreaga lume. Toate aceste modele noi oferă oportunități pentru a rezolva problemele legate de ultimul kilometru în zonele urbane.

### STI în lumea conectată
Operatorii de telefonie mobilă devin actori importanți în aceste lanțuri valorice, dincolo de simpla furnizare de conectivitate. Aplicațiile dedicate pot fi utilizate pentru a accepta plăți mobile, pentru a oferi informații despre date și instrumente de navigație, pentru a oferi stimulente și reduceri, și pentru a acționa ca un mijloc de comerț digital.

### Flexibilitatea plăților și a facturării
Aceste noi modele de mobilitate necesită o mare agilitate de monetizare și capacități de gestionare a partenerilor. O platformă flexibilă de decontare și facturare permite partajarea rapidă și ușoară a veniturilor și oferă o experiență generală mai bună clienților. Pe lângă un serviciu îmbunătățit, utilizatorii pot fi, de asemenea, recompensați prin reduceri, puncte de fidelitate și recompense, fiind implicați prin marketing direct.

## Europa
Rețeaua asociațiilor naționale STI este o grupare a intereselor naționale STI, anunțată oficial la 7 octombrie 2004, la Londra. Secretariatul este la ERTICO – ITS Europe.
ERTICO – ITS Europe este un parteneriat public-privat care promovează dezvoltarea și implementarea STI. Acesta reunește autorități publice, actori din industrie, operatori de infrastructură, utilizatori, asociații naționale STI și alte organizații. Programul de lucru al ERTICO se concentrează pe inițiative de îmbunătățire a siguranței, securității și eficienței rețelelor de transport, având în vedere și măsurile de reducere a impactului asupra mediului.

## Statele Unite ale Americii
În Statele Unite, fiecare stat are o secțiune STI care organizează o conferință anuală pentru a promova și a prezenta tehnologiile și ideile STI. La această conferință participă reprezentanți ai fiecărui departament de transport (stat, orașe, comune și comitate) din stat.

## America Latină

### Columbia
În orașele intermediare din Columbia, unde sunt implementate sistemele strategice de transport public, rețelele de transport urban trebuie să funcționeze în parametri care să îmbunătățească calitatea furnizării serviciilor. Câteva dintre provocările cu care se confruntă sistemele de transport din aceste orașe includ creșterea numărului de pasageri transportați în sistem și adoptarea tehnologiei care trebuie integrată pentru gestionarea și controlul flotelor de transport public. Pentru a realiza acest lucru, sistemele strategice trebuie să integreze soluții bazate pe sisteme inteligente de transport și pe tehnologii informaționale și de comunicare pentru a optimiza controlul și gestionarea flotelor, colectarea electronică a tarifelor, siguranța rutieră și furnizarea de informații către utilizatori. Printre funcționalitățile necesare în aceste sisteme de transport se numără: programarea flotei; localizarea și trasabilitatea vehiculelor; stocarea în cloud a datelor operaționale; interoperabilitatea cu alte sisteme informatice; centralizarea operațiunilor; numărarea pasagerilor; controlul și vizualizarea datelor.